# Christophe Veyrier
Christophe Veyrier né à Trets le 25 juin 1637 et mort à Toulon le 10 juin 1689 est un sculpteur baroque français.

## Biographie

### Le milieu familial
Christophe Veyrier est né le 25 juin 1637 à Trets (Bouches-du-Rhône) dans une petite maison située près de l'église. Il est issu d'une famille d'artisans et d'artistes. Il a trois frères : l'aîné, Louis Veyrier (1630-1697) est successivement tonnelier, charpentier, architecte et sculpteur ; les deux autres frères, François (1634-1707) et Joseph (1641-1677) seront les collaborateurs de leur frère Louis. Les trois frères de Christophe Veyrier et lui-même travailleront dans l'atelier familial mais aussi dans l'exploitation et la direction d'une carrière de marbre jaspé située à Trets près de l'ermitage Saint Jean du Puy. Ce marbre sera essentiellement vendu à la compagnie de fourniture des marbres pour l'embellissement des maisons royales. La carrière cessera son activité vers 1780.
En 1674, Christophe Veyrier épouse Marguerite Ferran, fille de Cassian et de Jeanne Boulet, nièce par alliance de Pierre Puget. De cette union naîtra un fils Étienne qui n'embrassera pas la carrière artistique mais sera lieutenant d'infanterie ; il sera nommé chevalier de Saint-Louis.
Christophe Veyrier meurt à Toulon le 10 juin 1689.

### Le sculpteur

#### Période italienne
La présence de Christophe Veyrier est attestée à Gênes dès 1663 près de son maître Pierre Puget qui avait été envoyé en Italie par Fouquet pour y choisir des marbres. Après la disgrace du ministre, Pierre Puget décide prudemment de rester en Italie. Christophe Veyrier et Pierre Puget quittent ensemble Gênes en 1668 : Pierre Puget rentre en France pour diriger l'atelier de sculpture de l'arsenal de Toulon tandis que Christophe Veyrier se rend à Rome qu'il n'avait pas encore vu. Dans cette ville il découvre les plus grands maîtres italiens et se familiarise avec les œuvres du Bernin, de Pierre de Cortone et de Francesco Borromini.
Chritophe Veyrier rentre en France en 1670 et rejoint son maître à Toulon : il ne peut plus alors être considéré comme son élève mais devient son assistant.

#### Période aixoise

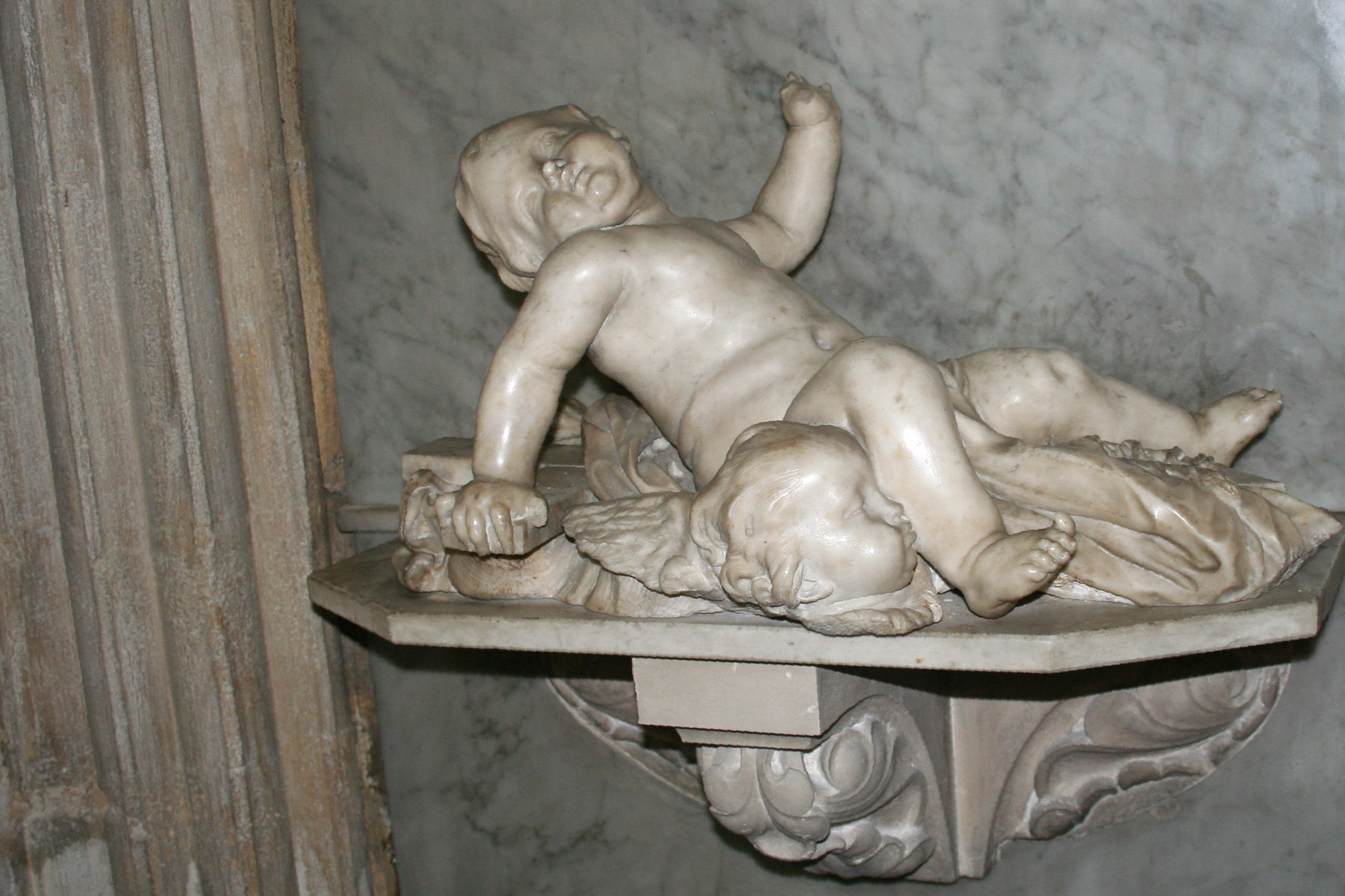
L'Enfant Jésus couché sur la croix, Aix-en-Provence, église Saint-Jean de Malte, chapelle Saint-Louis.

À partir de 1680 Christophe Veyrier prend une réelle indépendance et s'installe à Aix-en-Provence pour une période de deux ans. Il travaille pour la noblesse ainsi que le montrent deux sculptures en pierre de Calissanne, le faune à l'enfant et la muse, qui étaient destinées à l'escalier d'honneur de l'hôtel Boyer d'Éguilles construit vers 1675 et qui se trouvent actuellement au musée des Beaux-Arts de Marseille.
Pendant son séjour aixois, Christophe Veyrier reçoit une importante commande de la part de Jean-Claude Viany, prieur de l'église Saint-Jean de Malte. Il ne réalise cependant que peu de chose, notamment une statuette en marbre représentant l'Enfant Jésus allongé sur une croix qui se trouve dans la chapelle Saint-Louis à gauche de l'hôtel. Après sa mort survenu en 1689 le prieur Viany s'adressera à un neveu de l'artiste, Thomas Veyrier, fils de Louis Veyrier, pour poursuivre les travaux. Christophe Veyrier aurait également réalisé le bas-relief du maître autel de la Cathédrale Saint-Sauveur d'Aix-en-Provence ; cette sculpture représente la résurrection de Lazare. D'autres auteurs attribuent cette œuvre à Andrea Paracha.

#### Période toulonnaise

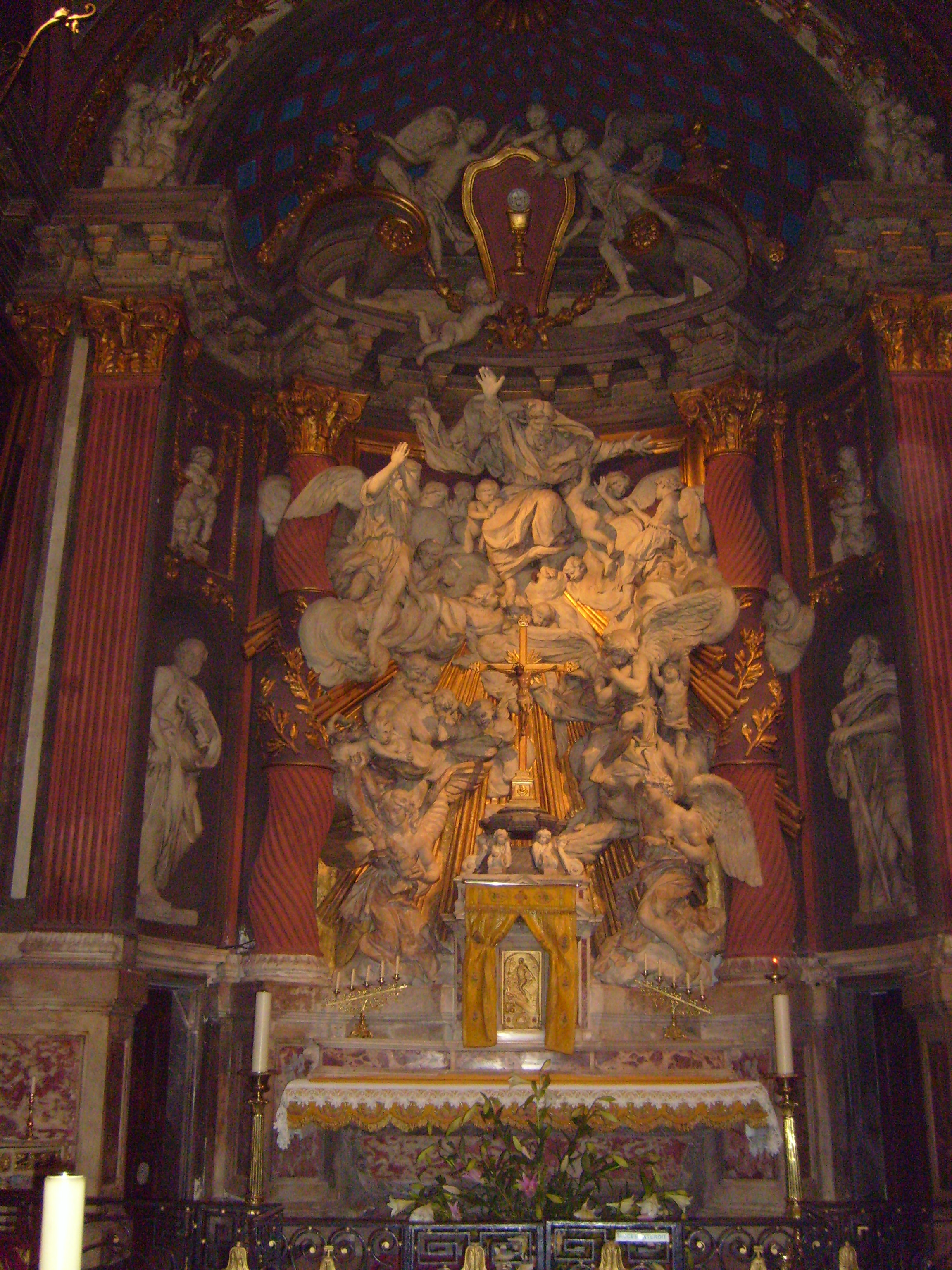
Retable de la cathédrale Notre-Dame-de-la-Seds de Toulon.

Dès 1682, Christophe Veyrier quitte Aix-en-Provence pour Toulon où il reçoit une commande pour la construction du maître autel de la chapelle du Corpus Domini dans la cathédrale Notre-Dame-de-la-Seds. En effet, le retable en boiserie réalisé en 1659 par Pierre Puget ayant été détruit par un incendie en 1659, la confrérie du Corpus Domini s'adresse à lui pour une nouvelle réalisation. L'artiste réalise alors un retable en marbre et en stuc qui est son œuvre la plus remarquable. Dieu le père, représenté tel un vieillard barbu, apparait au milieu de dix huit anges et bénit le sacrifice de son fils ; de part et d'autre du tabernacle se trouvent deux anges thuriféraires qui témoignent de l'influence du maître romain Le Bernin. Le retable est surmonté d'un calice soutenu par deux anges et entouré d'une guirlande d'épis de blé et de grappes de raisin évoquant le pain et le vin devenant le corps et le sang du Christ au cours de la cérémonie eucharistique. L'ensemble est encadré par deux niches où sont déposées des statues de facture plus classique : à gauche saint Pierre et à droite saint Paul.
En 1686, la confrérie du Saint Sacrement de Trets, sa ville natale, lui demande de réaliser le maître autel de l'église Notre-Dame-de-Nazareth pour remplacer l'ancien en boiserie qui menaçait ruine. Cette œuvre terminée en 1693, donc après la mort de Christophe Veyrier survenue en 1689, sera achevée par ses neveux : Lazare fils de François et Thomas fils de Louis. Dans cet ensemble Dieu le père apparait au sein de nuées au-dessus de l'annonciation faite à Marie. Les figures en haut relief de la Vierge et de l'archange Gabriel ont probablement été réalisées par Christophe lui-même car elles sont d'une exécution délicate ; en revanche la figure de Dieu le père et celle des angelots sont plus grossières ce qui laisse supposer qu'elles ont été exécutées par les neveux de l'artiste. L'autel est encadré par des colonnes en marbre de Trets. De part et d'autre du tabernacle se trouvent deux reliefs en marbre sculptés par Christophe Veyrier. Le panneau de gauche représente la Cène et celui de droite les pèlerins d'Emmaüs ; dans ce dernier bas-relief, l'artiste a choisi de représenter le moment où les deux pèlerins reconnaissent le Christ qu'ils ont invité à partager leur repas. Ainsi ces deux scènes montrent le Christ rompant le pain et rappellent le mystère eucharistique.

Église Notre-Dame-de-Nazareth de Trets
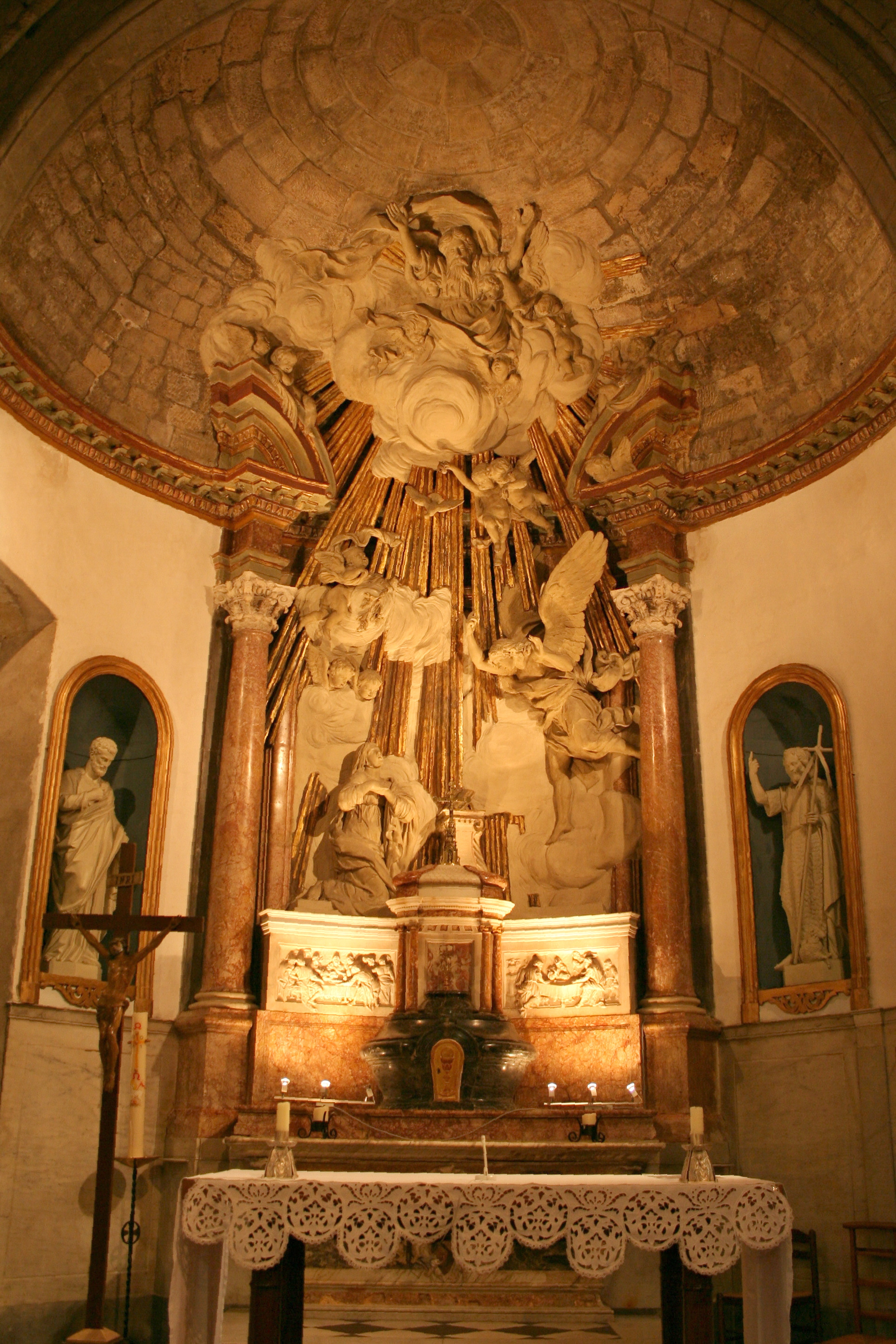
Vue générale de l'autel.
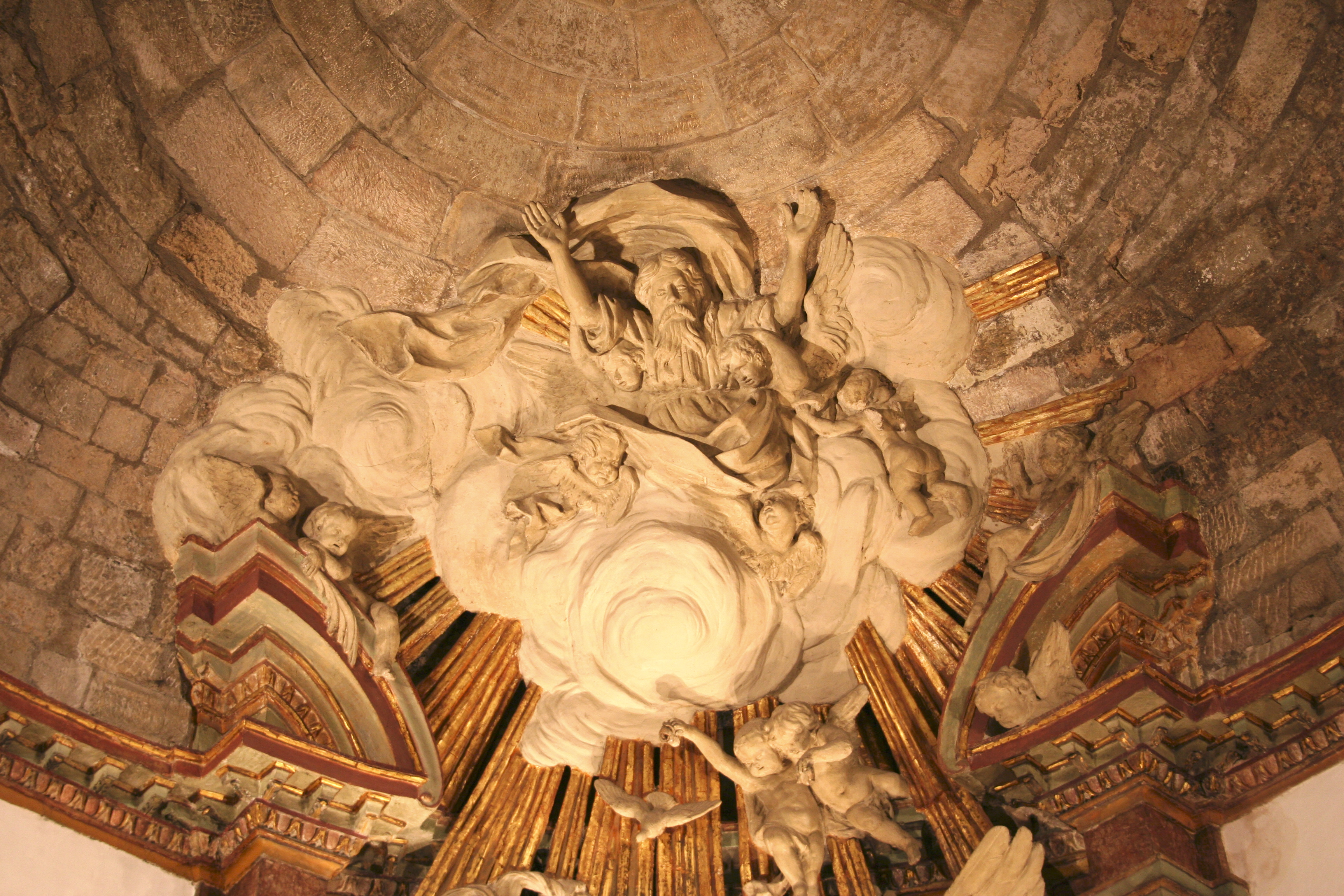
Dieu le père, détail.
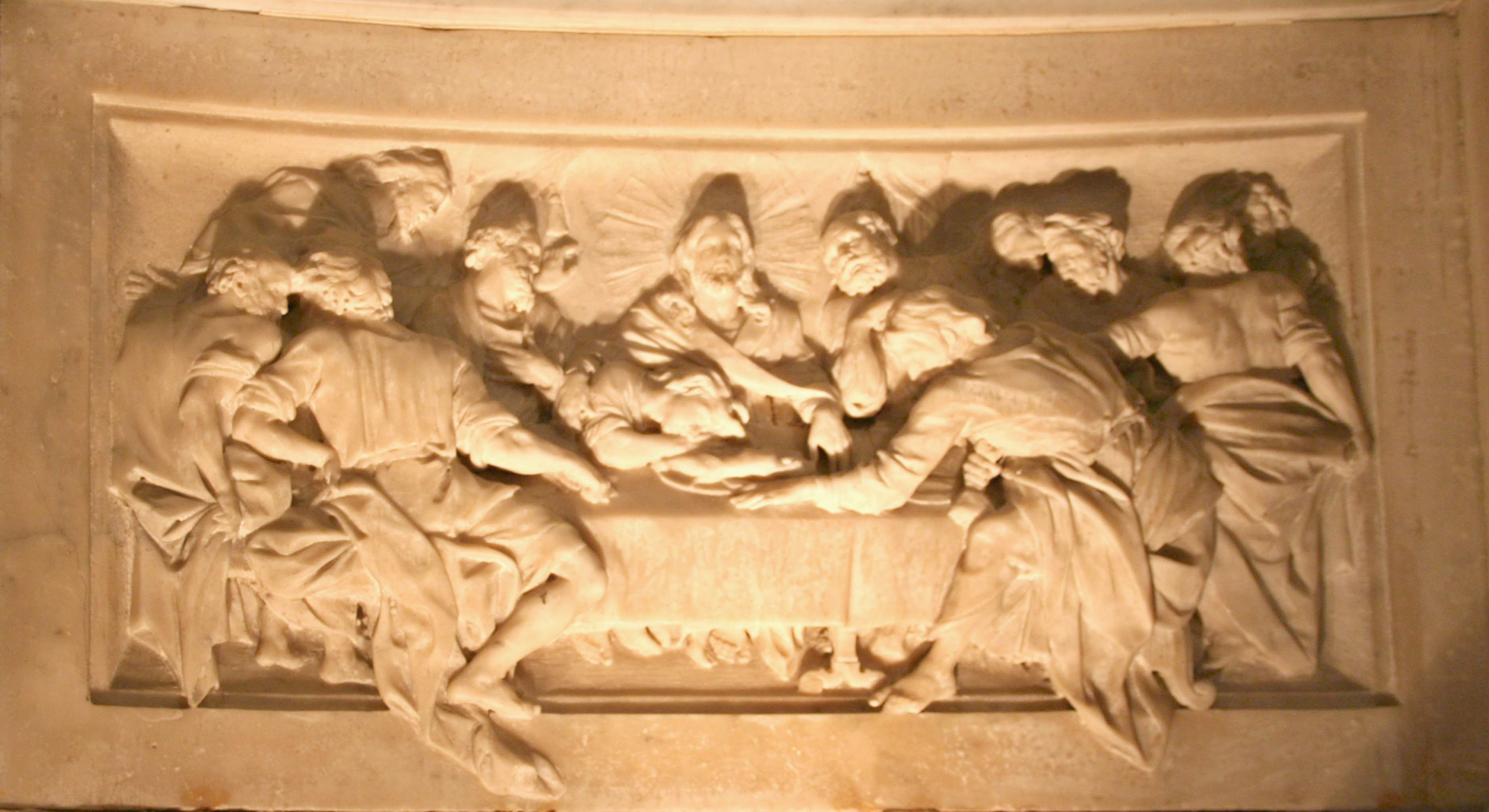
La Cène.
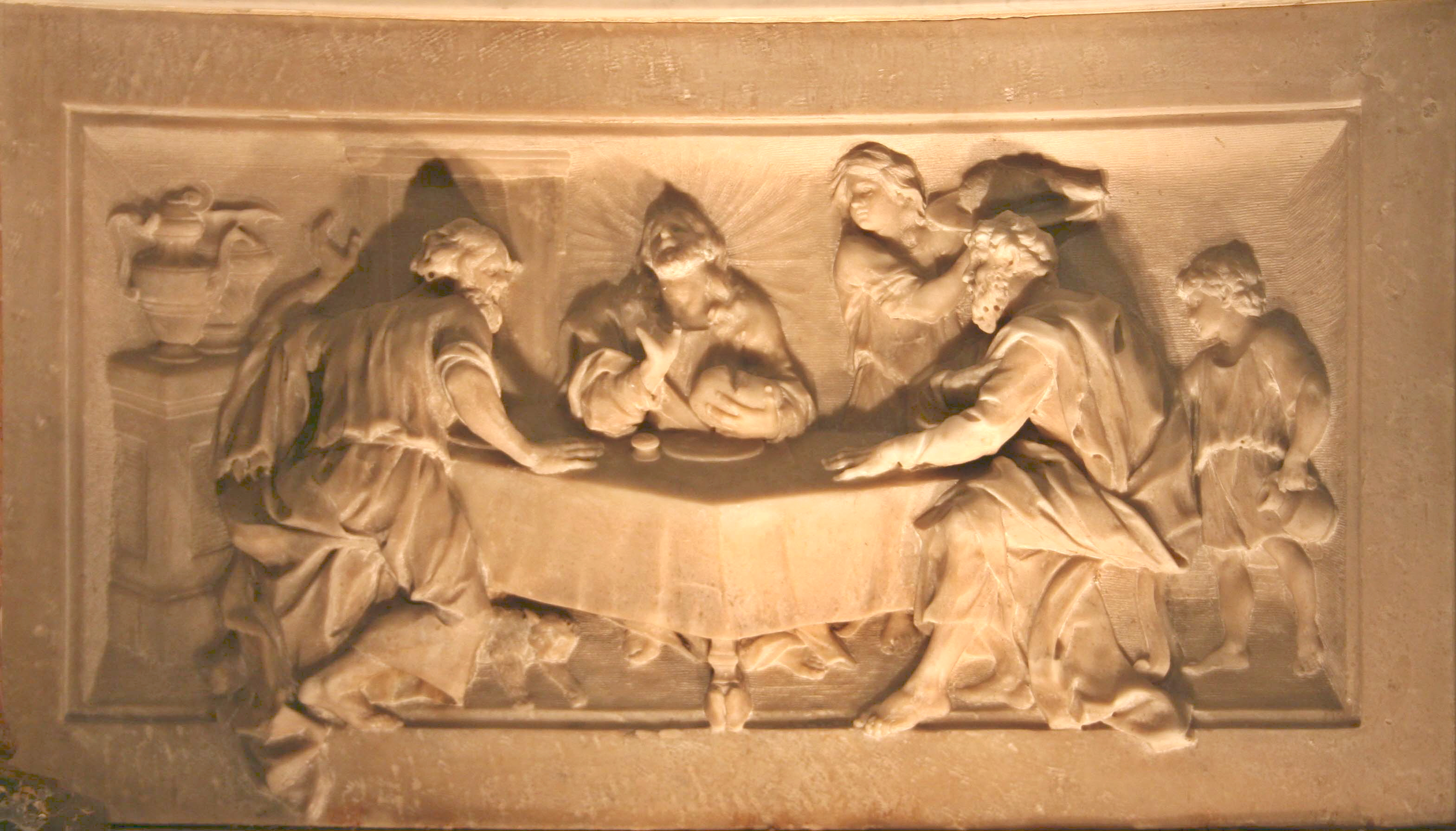
Les Compagnons d'Emmaüs

En 1684, il reçoit des commandes de Jean Deydé grand amateur d'art et conseiller du roi à la cour des comptes de Montpellier. L'artiste sculptera le portrait de son commanditaire qui se trouve au Metropolitan Museum of Art de New York. Il réalisera également un second buste de Deydé et celui de son épouse Catherine d'Ortholan pour leur chapelle funéraire de la cathédrale de Montpellier, bustes qui se trouvent aujourd'hui au musée Fabre de Montpellier, ainsi qu'une urne funéraire qui était destinée à une chapelle funéraire de la famille Deydé et a été conservée par les descendants.
En juillet 1686, il prend la tête de l'atelier de sculpture de l'arsenal de Toulon, fonction qui avait été exercée par Pierre Puget et qu'il conserve jusqu'à sa mort en 1689. Il dirige une trentaine de sculpteurs. Le 12 juillet 1686 Jean-Louis Girardin de Vauvré, intendant de la Marine en poste à Toulon depuis 1680, reçoit l'ordre du marquis de Seignelay, secrétaire d'État à la Marine et fils du Grand Colbert de faire expédier par Veyrier du marbre pour vingt cheminées destinées à son château de Sceaux. Dans la même lettre il demande que Christophe Veyrier réalise des fontes en bronze de sculptures romaines. Ainsi Veyrier assure la direction artistique d'une fonderie dont la direction technique est assurée par le Génois Alberghetti puis par Landouillette.Il semble cependant que cette tentative n'ait pas été un succès car la fonderie des canons, spécialité de l'arsenal de Toulon, est peu compatible avec la fonte d'art : il parait donc difficile d'attribuer à la fonderie de la Marine les bronzes qui s'apparentent à l'œuvre de Puget.

## Œuvres dans les collections publiques
États-Unis
- New York, Metropolitan Museum of Art :
  - Marsyas[11] ;
  - Buste de Jean Deydé, marbre[12], conseiller à la cour des Comptes, Aides et Finances de Montpellier ;
  - Buste d'Arnoul Marin, marbre[13], premier président du Parlement de Provence, reconnaissable à sa robe et à l'épitoge jetée sur son épaule gauche. Le buste repose sur un socle en marbre jaspé de Trets[14].

France
- Aix-en-Provence, musée Granet : Tête de Pierre Puget, terre cuite. Le sculpteur est représenté sans perruque, cheveux courts, une simple cravate nouée autour du cou. Le modèle dégage une autorité certaine : on est là devant l'hommage respectueux d'un ancien élève à son maître ; ce visage servira de modèles aux sculpteurs du XIXe siècle pour réaliser des représentations de Pierre Puget[15].
- Marseille, musée des Beaux-Arts :
  - Vierge à l'Enfant ;
  - Le Faune à l'enfant, pierre de Calissanne[16] ;
  - La Muse, pierre de Calissanne[17] ;
  - Ange se couvrant la tête d'un voile, marbre blanc, cartouche provenant de l'intendance sanitaire[18].
- Montpellier, musée Fabre : 
  - Catherine d'Ortholan, marbre[19], épouse de Jean Deydé.
  - Buste de Jean Deydé, marbre[20], conseiller à la cour des Comptes, Aides et Finances de Montpellier.
- Paris, musée du Louvre :
  - Deux petits anges et deux têtes de chérubins[21],[22]. Il s'agit d'un support de tabernacle en marbre blanc et incrustations de marbres roses provenant de l'église des Minimes de Toulon[23] ;
  - Buste de l'Amiral Jean de Gabaret ou Mathurin Gabaret[24], marbre commandé en 1675 par l'amiral Jean de Gabaret. Il a été rendu à la famille pendant la Révolution. Il représenterait en fait le père du commanditaire, Mathurin de Gabaret, chef d'escadre, car le fils a très probablement voulu honorer la mémoire de son père : il s'agit donc plus d'une piété filiale que d'une autoglorification[25].
- Toulon, musée d'art : Tête du Christ, bas-relief en marbre. Cette sculpture provient de l'église des Minimes de Toulon, vendue en 1798 à Christophe Charbonnier, ancien directeur des vivres du port[26].

Royaume-Uni
- Londres, Victoria and Albert Museum : Achille mourant[27].

Œuvres de Christophe Veyrier
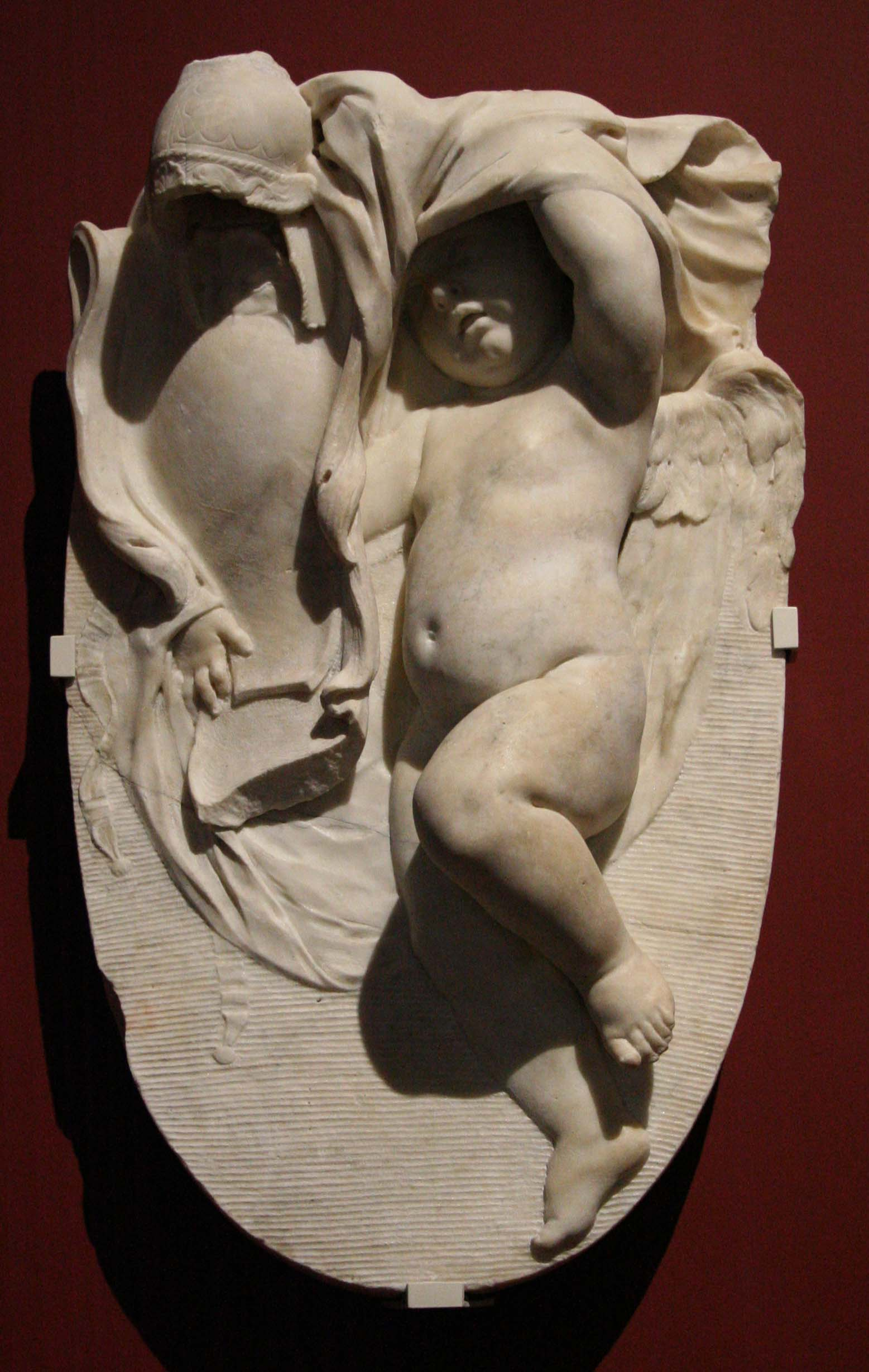
Ange se couvrant la tête d'un voile, musée des Beaux-Arts de Marseille.
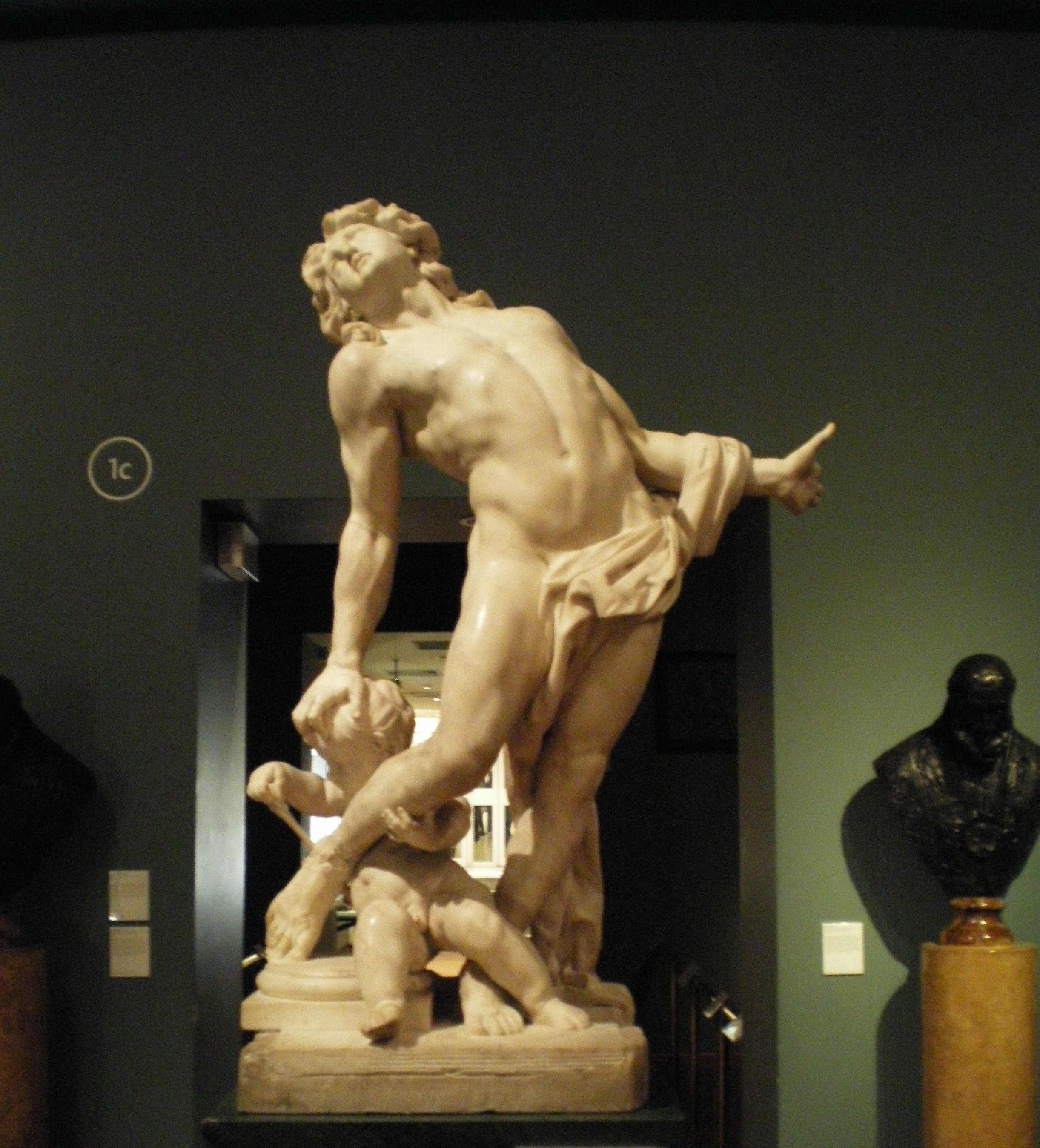
Achille mourant,Londres, Victoria and Albert Museum.
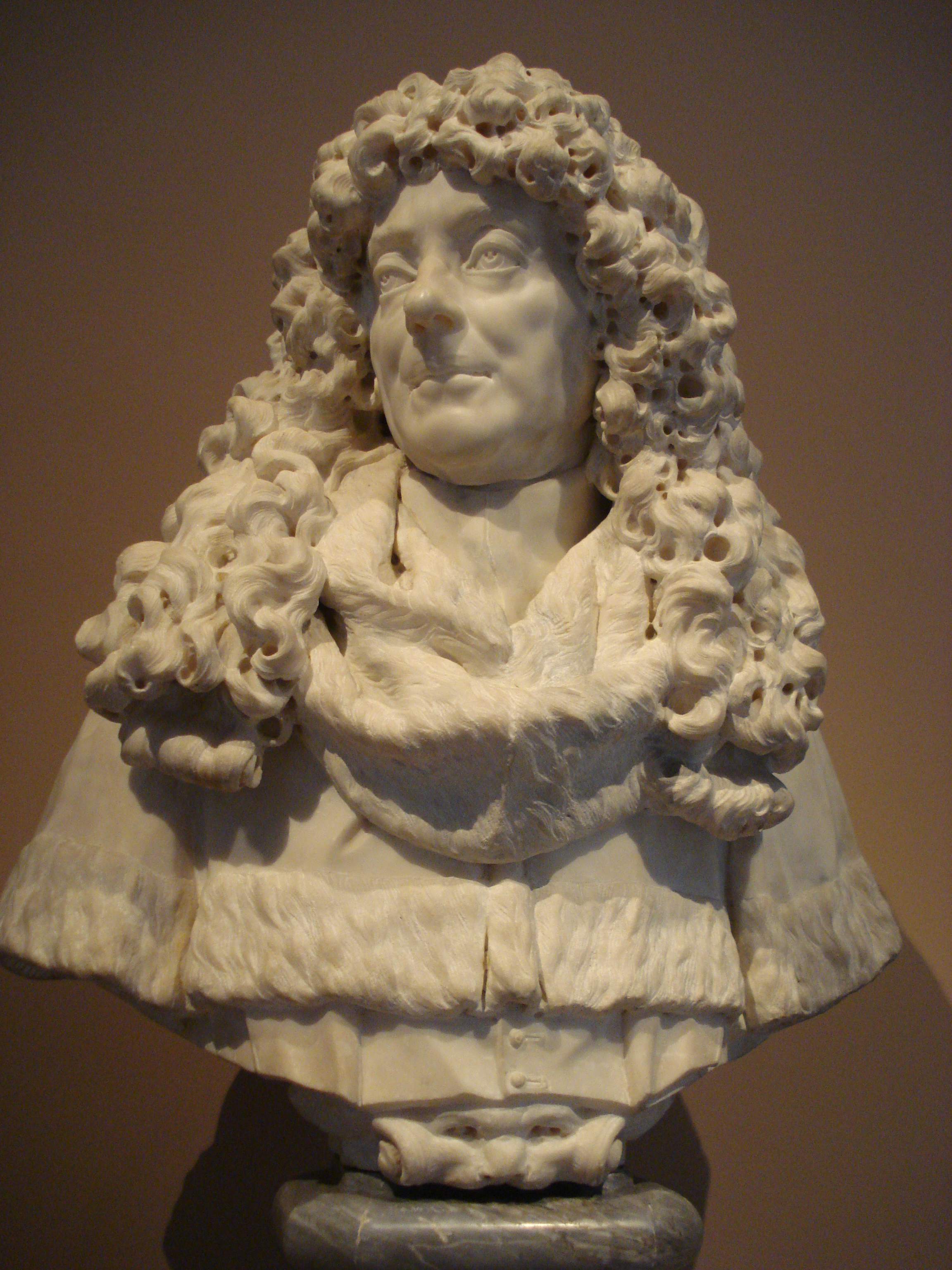
Jean Deyde, New York, Metropolitan Museum of Art.
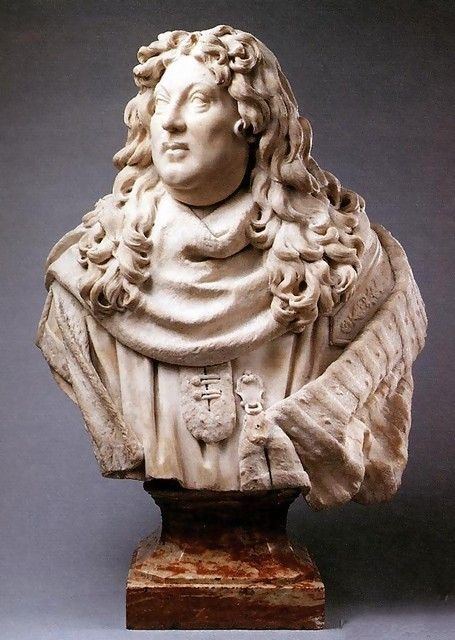
Arnoul Marin, New York, Metropolitan Museum of Art.